# لاري جو دوهرتي
لاري جو دوهرتي (بالإنجليزية: Larry Joe Doherty)‏ هو قاضي ومحامي أمريكي، ولد في 29 يوليو 1946 في هيوستن في الولايات المتحدة.

## وصلات خارجية
- لاري جو دوهرتي على موقع إن إن دي بي (الإنجليزية)